# 大牟田電子工業
大牟田電子工業株式会社（おおむたでんしこうぎょう）は、福岡県大牟田市に本社を置く、プリント基板の設計・開発を行なう会社である。

## 主要製品
各種量産品のプリント基板から、注文に合わせたオリジナルのプリント基板まで、最先端の生産ラインで作られている。
- 片面プリント基板
- 両面スルホール基板
- 多層プリント基板
- 実装品

## 沿革
- 1982年11月 - 設立・操業開始
- 1984年11月 - 新工場完成・移転
- 1989年2月 - 第2棟増設
- 1993年11月 - 第3棟増設